# Промисловий робот

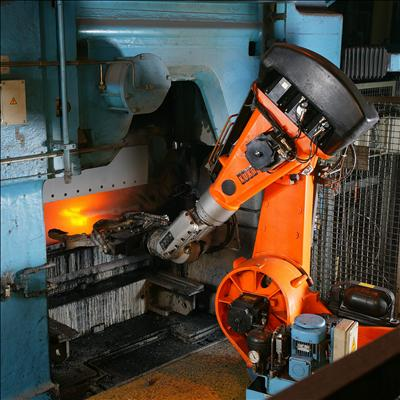
Ковальсько-пресовий промисловий робот

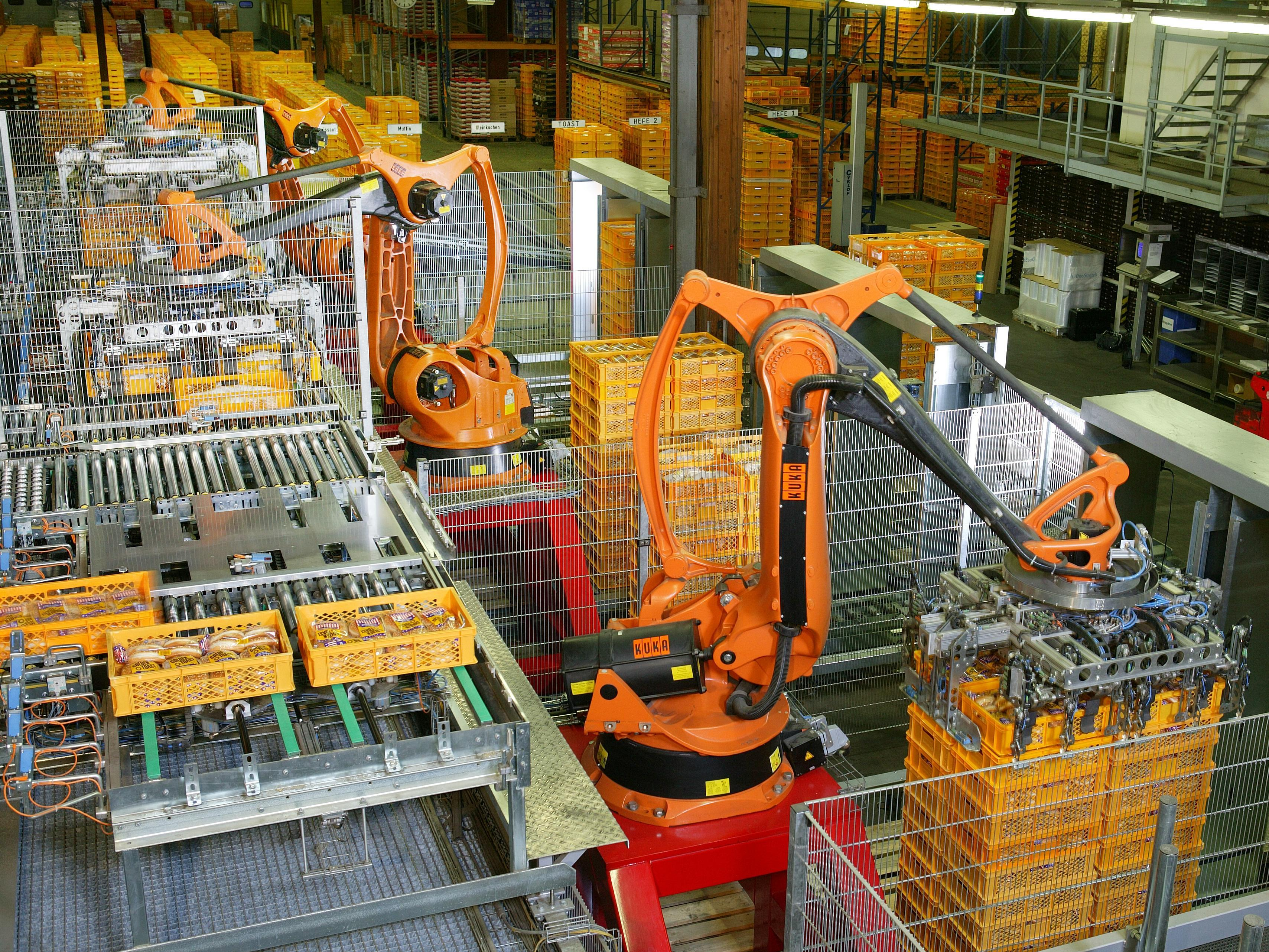
Промисловий робот для пакетування хлібної продукції на пекарні в Німеччині

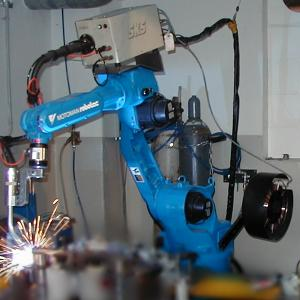
Зварювальний робот

Промисло́вий ро́бот (англ. industrial robot) — багатоцільовий маніпуляційний робот, що складається з механічного маніпулятора і перепрограмованої системи керування, який застосовується для переміщення об'єктів в просторі трьох і більше координат та для виконання різноманітних виробничих процесів.

## Загальний опис
За ДСТУ 2879-94: Промисловий робот — автоматична машина, стаціонарна чи пересувна, з виконавчим пристроєм у вигляді маніпулятора, який має декілька ступенів рухомості, і перепрограмовуваним пристроєм програмного керування для виконання у виробничому процесі рухових і керувальних функцій.
Промислові роботи є важливими компонентами автоматизованих гнучких виробничих систем (ГВС), які дозволяють збільшити продуктивність праці. Типове застосування роботів стосується таких операцій, як зварювання, фарбування, складання, вибірка та встановлення, пакування, контроль продукції та випробування, котрі виконуються з високою надійністю, швидкістю, і точністю.

## Історія створення промислових машин-автоматів
Перші роботи з'явилися в США в 60-х роках минулого століття. Промисловий робот був оснащений двопальцевим пристроєм для захоплення на пневмоприводі  «рукою» на гідроприводі з п'ятьма ступенями свободи. Його характеристики дозволяли переміщати 12-кілограмову деталь із точністю до 1,25 мм. «Розумна» машина запам'ятовувала координати точок свого маршруту й виконувала роботу згідно з програмою. Такі промислові роботи, яких можна вважати роботами першого покоління, у вартісному вираженні містили 75 % механіки і 25 % електроніки. Їх переналагодження вимагало часу й обумовлювало простої устаткування. Для перепрофілювання їх з метою виконання нової роботи проводилася заміна програми керування.
Друге покоління передбачало більш тонке керування промисловими роботами — адаптивне. Роботи вимагали «впорядкування» середовища, в якому вони працювали. Тому цей етап характеризувався розробкою безлічі датчиків, за допомогою яких робот отримав так звану чутливість. Завдяки їй він отримував інформацію про зовнішнє середовище і у взаємоузгодженості із довкіллям вибирав оптимальний варіант дії. Наприклад, взявши деталь, маніпулятор робота самостійно оминав з нею перешкоди. Відбувається така дія завдяки мікропроцесорній обробці отриманої інформації. Операції при їх виконанні підлягають адаптації, тобто ініціюється багатоваріантність для покращення якості виконання будь-якої функції.
Адаптивне керування в основному здійснюється програмно й базується на багатоваріантному програмному забезпеченні. При цьому рішення про вибір типу роботи програми приймається роботом на підставі інформації про середовище, описаної детекторами.
Характерною рисою функціонування робота другого покоління є попереднє встановлення режимів роботи, кожен з яких активується при певних показниках, отриманих із зовнішнього середовища.
Роботи-автомати третього покоління здатні самостійно генерувати програму своїх дій залежно від завдання й умов зовнішнього середовища. У них немає «шпаргалок», тобто розписаних технологічних дій при певних варіантах зовнішнього середовища. Вони володіють умінням самостійно оптимально вибудовувати алгоритм своєї роботи, а також оперативно реалізовувати його практично. Вартість електроніки такого промислового робота в десятки разів вища його механічної частини.
Новітній робот, здійснюючи захоплення деталі завдяки сенсорам, «знає», наскільки вдало він це зробив. Крім того, регулюється сама сила захоплення (завдяки зворотному зв'язку по зусиллю) у залежності від крихкості матеріалу деталі. Можливо, саме тому пристрій промислових роботів нового покоління називають інтелектуальним. «Мозком» такого приладу є система його керування. Найбільш перспективним є регулювання, яке здійснюється відповідно до методів штучного інтелекту. Інтелект цим машинам задають пакети прикладних програм, програмовані логічні контролери, інструменти моделювання.

## Класифікація
Промислові роботи класифікуються за такими ознаками:
1. За характером виконуваних технологічних операцій:
- технологічні — промислові роботи, які виконують основні операції технологічного процесу;
- допоміжні — промислові роботи, які виконують допоміжні операції щодо обслуговування основного технологічного устаткування і транспортно-складської системи;
- універсальні — промислові роботи, які виконують різнорідні операції.

2. За видом виробництва:
- ливарні;
- зварювальні;
- ковальсько-пресові;
- фарбувальні;
- транспортно-складські тощо.

3. За системою координат руки маніпулятора:
- прямокутна (плоска та просторова);
- полярна і циліндрична;
- сферична;
- ангулярна (кутова) (плоска, циліндрична та сферична).

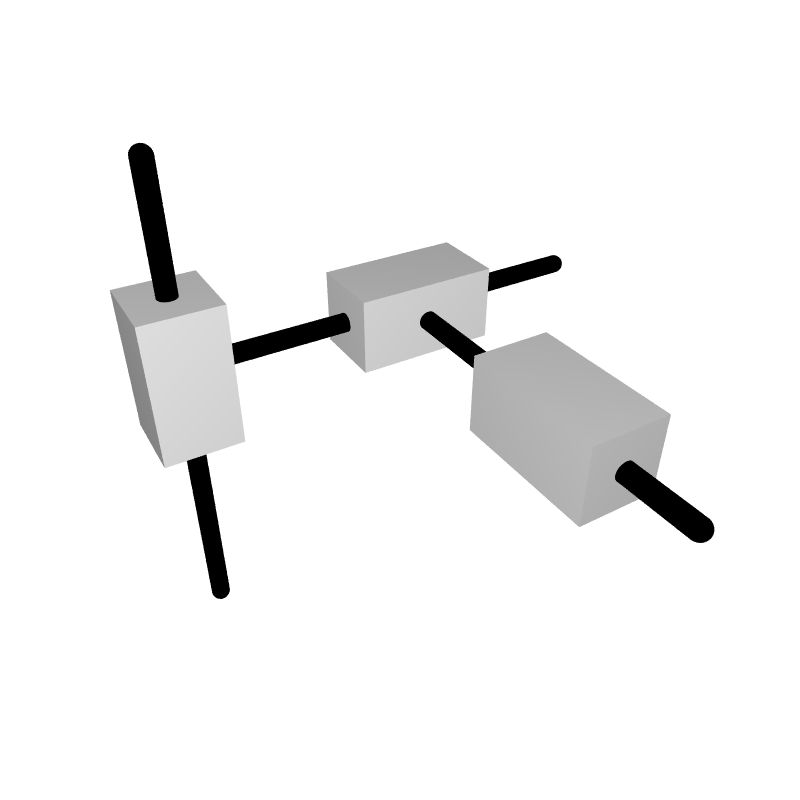
Прямокутна (декартова) система координат
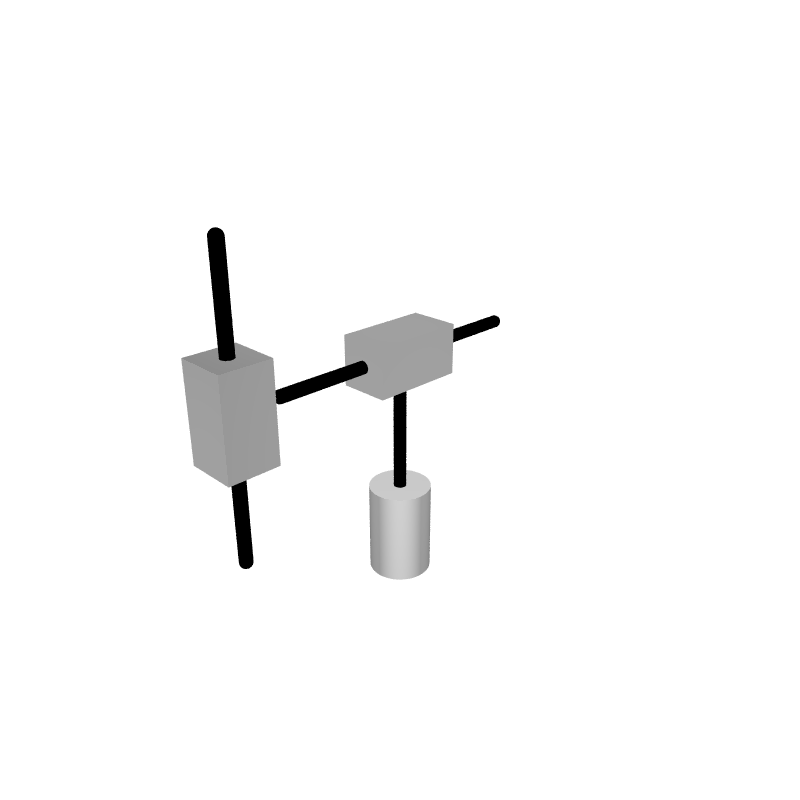
Циліндрична система координат
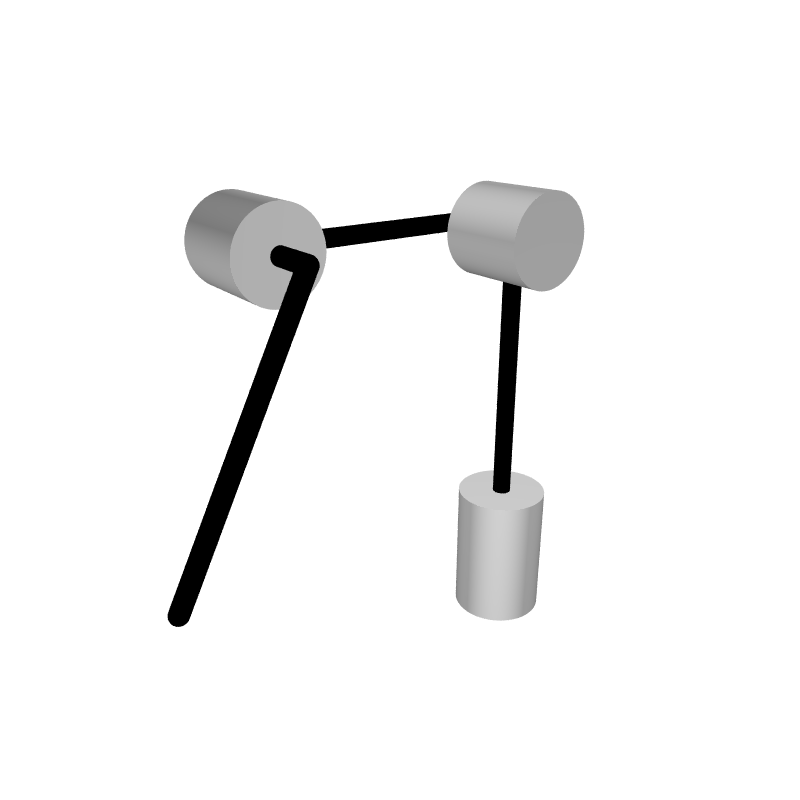
Ангулярна плоска система координат
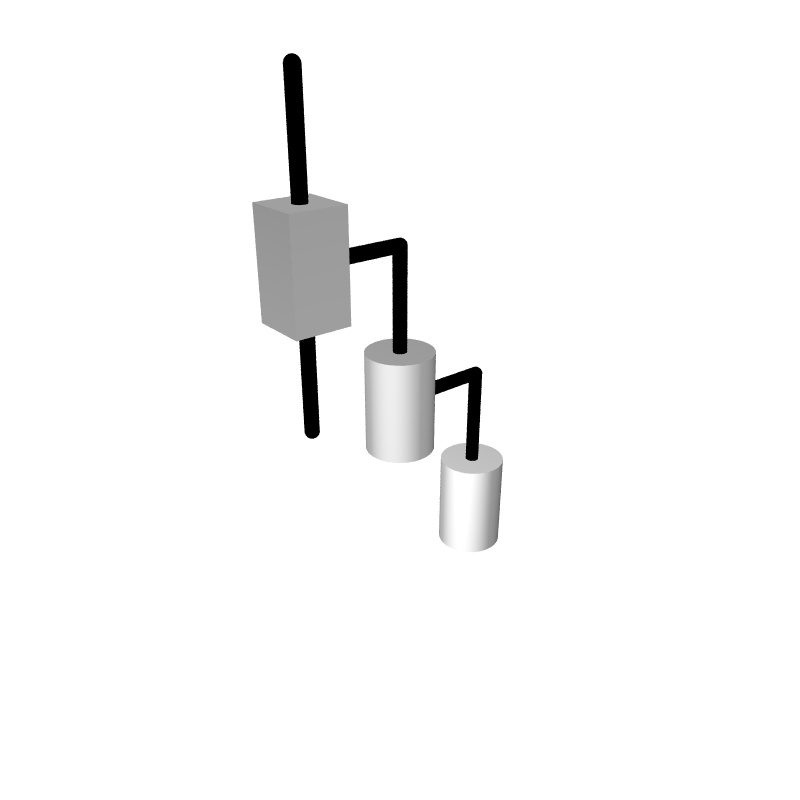
Ангулярна циліндрична система координат
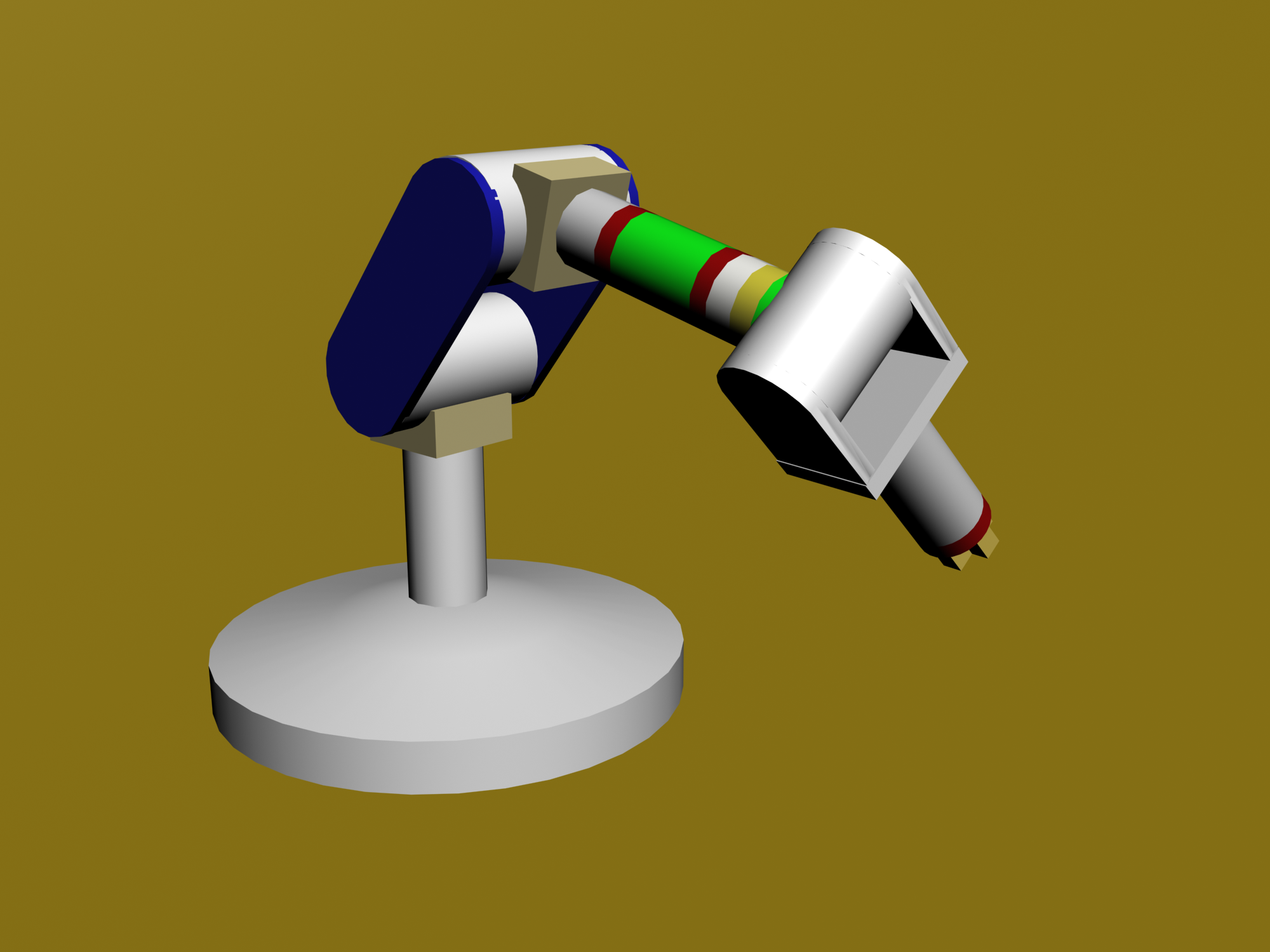
Ангулярна сферична система координат

4. За вантажопідйомністю:
- надлегкі (0,08; 0,16, 0,32; 0,40; 0,50; 0,63; 0,80; 1,0 кг);
- легкі (1,25; 1,60; 2,0; 2,50; 3,2; 4,0; 5,0; 6,3; 8,0; 10,0 кг);
- середні (12,5; 16,0; 20,0; 25,0; 32,0; 40,0; 50,0; 63,0 80,0; 100,0; 125,0; 160,0; 200,0 кг);
- важкі (250; 320; 400; 500; 630; 800; 1000 кг);
- надважкі (1250; далі значення обирають з ряду R10 за ГОСТ 8032-84[4]).

5. За типом силового приводу:
- роботи з електромеханічними приводами;
- роботи з пневматичними приводами;
- роботи з гідравлічними приводами;
- роботи з комбінованими приводами.

6. За видом програми:
- жорсткопрограмовані — промислові роботи, які не мають пристрою швидкої зміни програми;
- гнучкопрограмовані — промислові роботи, які мають пристрій швидкої зміни програми;
- адаптивні — промислові роботи, які здійснюють свої дії на підставі інформації про об'єкти і явища зовнішнього середовища, отримуваної в процесі роботи;
- інтелектуальні — промислові роботи, що здатні самостійно планувати свою поведінку залежно від поставленого завдання, критеріїв якості, власного стану і стану зовнішнього середовища.

7. За характером керування:
- позиційні;
- контурні;
- комбіновані.